# Zázrivský korbáčik
Lo Zázrivský korbáčik  è un formaggio a base di latte vaccino cotto al vapore e prodotto nel comune di Zázrivá, nella regione di Žilina, in Slovacchia.
Dal novembre 2011, a livello europeo, la denominazione Zázrivský korbáčik  è stata riconosciuta indicazione geografica protetta (IGP).

## Descrizione
Lo Zázrivský korbáčik è un formaggio cotto al vapore, affumicato o non affumicato. La principale particolarità del prodotto è sua forma atipica: è composta da strisce - chiamate tradizionalmente vojky, dello spessore tra 2 e 10 mm - intrecciate (korbáčik in slovacco) a forma di frustino di 10–50 cm di lunghezza. Il suo colore varia dal bianco al giallognolo o giallo dorato nel caso del formaggio affumicato mentre il suo sapore è di latte, piacevolmente caseoso, saporito e nel caso del formaggio affumicato, dal caratteristico odore di fumo.
Non dev'essere confuso con l'Oravský korbáčik (IGP) che pure è un formaggio intrecciato a forma di frustino ma prodotto nel bacino del fiume Orava (nella regione di Orava).